# Tradycja Folsom
Tradycja Folsom – nazwa archeologicznej kultury paleoindian, zajmującej środkową część Ameryki Północnej.
Oba kontynenty amerykańskie zamieszkiwały w przeszłości liczne kultury paleoindian, poprzedników współczesnych Indian. Tradycję Folsom, typową dla obszaru Wielkich Równin, Wielkich Jezior i terenów na południowy zachód od nich, cechują charakterystyczne groty typu Folsom, odnajdywane w miejscach masowych polowań i oprawiania upolowanych zwierząt. W niektórych z takich miejsc odnaleziono szczątki nawet 50 bizonów, zaś dieta ludzi z tradycji Folsom obejmowała tak różnorodną zwierzynę, jak mamuty, jelenie i króliki. Stanowisko acheologiczne Folsom, leżące w pobliżu Hanson w stanie Wyoming, może – zdaniem niektórych badaczy – obejmować także ślady ludzkich siedzib.
Nazwa tradycji pochodzi od stanowiska Folsom w stanie Nowy Meksyk, odkrytego w 1908 r. przez George’a McJunkina, byłego niewolnika z Teksasu. Pierwsze profesjonalne badania archeologiczne przeprowadzono tam w 1926 r., a rok później Jesse Figgins od miejscowości Folsom nazwał całą kulturę archeologiczną, której ślady odnajdywane są w różnych miejscach w środkowej części Ameryki Północnej.
Tradycja Folsom – datowana na 9000-8000 lat p.n.e. – wywodzi się prawdopodobnie z wcześniejszej kultury Clovis, która pojawiła się w Ameryce Pn. pod koniec ostatniego zlodowacenia.